# Bisdom Lisala

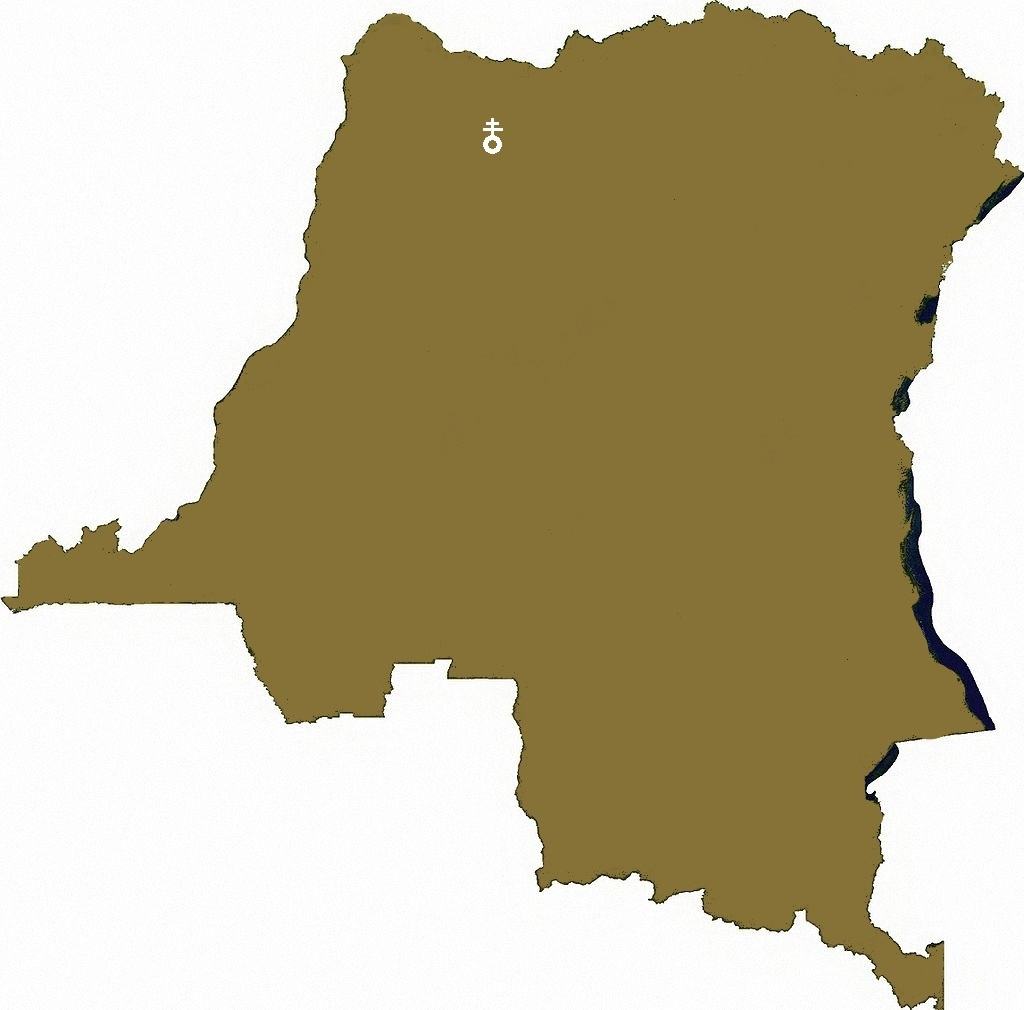
Lisala

Het bisdom Lisala (Latijn: Dioecesis Lisalaensis) is een rooms-katholiek bisdom in Congo-Kinshasa met als zetel Lisala. Het is een suffragaan bisdom van het aartsbisdom Mbandaka-Bikoro en werd opgericht in 1959. Oorspronkelijk bevatte het ook het gebied van het bisdom Budjala, dat in 1964 werd afgesplitst. 
In 1919 werd het apostolisch vicariaat van Nieuw-Antwerpen opgericht, dat in 1936 werd hernoemd naar het apostolisch vicariaat van Lisala. In 1959 werd dit verheven naar een bisdom en de eerste bisschop was François Van den Berghe, C.I.C.M.. Hij bleef dit tot hij in 1964 bisschop werd van het nieuw opgerichte bisdom Budjala.
Het bisdom heeft een oppervlakte van 67.674 km2 en telde in 2016 1.817.000 inwoners waarvan 53% rooms-katholiek was. Het is een landelijk gebied met 11 verschillende bevolkingsgroepen (Ngombe, Budja, Ngbaka, Bangenza, Doko, Bandunga, Pakabete, Mongo Yakata, Batwa, Lokele en Babale).

## Bisschoppen
- François Van den Berghe, C.I.C.M. (1959-1964)
- Louis Nganga a Ndzando (1964-1997)
- Louis Nkinga Bondala, C.I.C.M. (1997-2015)
- Ernest Ngboko Ngombe, C.I.C.M. (2015-2019)
- Joseph-Bernard Likolo Bokal’Etumba (2021-heden)